# Bergolo
Pour les articles homonymes, voir Bergolo (homonymie).
Bergolo est une commune italienne de 56 habitants située dans la province de Coni, dans la région Piémont, dans le Nord-Ouest de l'Italie.

## Administration
| Période                                  | Période | Identité | Étiquette | Qualité |
| ---------------------------------------- | ------- | -------- | --------- | ------- |
|                                          |         |          |           |         |
| Les données manquantes sont à compléter. |         |          |           |         |

### Communes limitrophes
Cortemilia, Levice, Pezzolo Valle Uzzone, Torre Bormida